# Тасманійський диявол (Looney Tunes)
\Тасманійський диявол або Taz (англ. Tasmanian Devil) — персонаж багатосерійного мультфільму Looney Tunes компанії Warner Brothers. Персонаж вперше з'явився на екранах в 1954 році і далі у 5 епізодах до закриття студії в 1964 році.
Нова хвиля популярності оживила його на початку 1990-х років, коли стартувало його власне анімаційне шоу, в якому були висвітлені його сім'я (батьки, брат, сестра) і робота. Там же глядачам було розказано про його захоплення (наприклад, збирати корки).

## Особистість
Таз зазвичай зображується як лютий, хоча й недалекий м'ясоїд з відомим коротким темпераментом і малою терплячістю. У короткометражці «Ducking the Devil» його описують, як «злісного, погано вихованого звіра з щелепами, як сталеві пастки». Хоча він може бути дуже підступним, іноді він буває і милим. Його величезний апетит, здається, не знає меж, оскільки він їсть все, що трапляється йому на шляху. Він найбільш відомий своєю мовою, що складається переважно з бурмотіння, гарчання та хрипіння (у своїх ранніх виступах він розмовляє англійською мовою з примітивною граматикою), а також своєю здатністю обертатися, як вихор, і прогризати майже все. Під час руху його часто зображують як обертовий торнадо, що прориває дерева або ґрунт.  У Таза є одна слабкість: його можна заспокоїти майже будь-якою музикою. У цьому спокійному стані з ним легко впоратися. Єдина музика, яка не заспокоює Таза, — це волинка, яку він вважає нестерпною.

## Створення
Таза створив Роберт МакКімсонРоберт МакКімсон на основі справжнього тасманійського диявола, а точніше, його м'ясоїдної природи, ненаситного апетиту та похмурого характеру.  Пізніше аніматор Тед Бонніксен створив модель цього персонажа .
Оуен і Пембертон припускають, що персонаж тасманійського диявола був натхненний тасманійським актором Еролом Флінном. У 1939 році, очевидно, на прохання Warner Bros., уряд штату Тасманія відправив трьох тасманійських дияволів до Каліфорнії, де вони були подаровані зоопарку Лос-Анджелеса колегами Флінна по фільму - сестрами Лейн. Двоє з дияволів втекли із зоопарку протягом декількох місяців і, за повідомленнями, блукали Ґриффіт-Парком.

## Зовнішній вигляд
У своєму першому виступі в мультфільмі МакКімсона «Devil May Hare» (вперше випущеному 19 червня 1954 року) Таз переслідує Багза Банні, але через свою тупість і нездатність скласти повні речення він натрапляє на перешкоди. Багз зрештою позбавляється його найлогічнішим способом: зводить його з не менш ненаситною Тасманійською Дияволицею. Голос персонажа, глибокий, хрипкий, приправлений гарчанням, вереском і шипінням, озвучує Мел Бланк. Бланк колись заявив, що він створив голос Таза, тому що на той час ніхто не знав, як виглядають і як звучать справжні тасманійські дияволи. Таз лише зрідка говорив, зазвичай виголошуючи якісь невідповідні репліки (наприклад, «Навіщо ти ховаєш мене в холодній, холодній землі?»), але персонаж вміє писати і читати. Постійний жарт полягає в тому, що коли Багз Банні чує, що Таз наближається, він шукає його в енциклопедії і починає читати список тварин, яких їсть Таз (а це практично все, що існує, включаючи «людей»). Багз не знаходить «кроликів» у списку, поки Таз не входить і не вказує, що «кролики» є у списку, або не пише «кролики» у списку.
Після того, як короткометражний фільм дебютував у кінотеатрах, продюсер Едвард Селзер, глава анімаційної студії Warner Bros., наказав МакКімсону відкласти цього персонажа, вважаючи, що він занадто жорстокий для дітей і що батьки його не полюблять.  Після певного часу, протягом якого не виходило нових короткометражок про Таза, глава студії Джек Л. Уорнер запитав, що сталося з цим персонажем. Ворнер врятував кар'єру Таза, коли сказав Сельзеру, що отримав «коробки і коробки» листів від людей, яким сподобався персонаж і які хотіли бачити його частіше.
МакКімсон зняв ще чотири мультфільми про Таза, починаючи з «Bedevilled Rabbit» (випущений 13 квітня 1957 року). МакКімсон також поєднав Диявола з Даффі Даком у мультфільмі «Ухиляючись від Диявола» (17 серпня 1957 року), а потім знову зіштовхнув його з Багзом у мультфільмах «Біл з кролика» (9 червня 1962 року) та «Доктор Диявол і містер Кролик» (28 березня 1964 року). Його останні дві появи, зроблені класичними режисерами, сценаристами та акторами озвучування Warner Brothers, були в «Looney Christmas Tales» Багза Банні, де він з'явився в сегменті «The Fright Before Christmas» і в самому кінці з'їв сани, повні подарунків.

## Пізніші появи
Таз з'явився у фільмі 1983 року «Фільм Даффі Дака: Фантастичний острів» у ролі першого помічника Йосеміта Сема.
Таз мав з'явитися в епізодичній ролі у фільмі «Хто підставив кролика Роджера», але пізніше його роль була скасована з невідомих причин.
Таз з'являвся в різних епізодах серіалу «Пригоди Тіні Туна», де був наставником Діззі Девіла. У перезапущеній серії «Tiny Toons Looniversity» він з'являється як власник кав'ярні Loo Bru. Його озвучували Джеф Бергман, Моріс ЛаМарш, Ноель Бланк і Грег Берсон.
У 1991 році Таз зіграв головну роль у власному шоу «Taz-Mania», яке виходило протягом чотирьох сезонів; Таза озвучував давній актор озвучування Джим Каммінгс.
Таз з'явився в «Аніманіаках» в епізодах «Дракуле, Дракула/Франкен-Рант» і «Красуня і чудовисько/Бу-бу-бу/Ноель». Він також з'явився в «Суфражистському місті» в перезапущеній серії 2020 року.
Таз з'явився в епізоді «The Sylvester & Tweety Mysteries» під назвою «The Scare Up There», де виявляється, що він крав пакети з арахісом з літаків.
Таз з'явився в повнометражному фільмі 1996 року «Space Jam», як частина TuneSquad, озвучений Ді Бредлі Бейкером. Він також з'явився в повнометражному фільмі 2003 року «Луні Тюнз: Знову в дії», озвучений Бренданом Фрейзером.
Дитяча версія Таза є одним із постійних персонажів мультсеріалу «Baby Looney Tunes», озвученого Іаном Джеймсом Корлеттом.
У фільмі «Скубі-Ду 2: Монстри на волі» Скубі-Ду на короткий час перетворюється на тасманійського диявола після того, як випив зілля.
Таз з'явився в епізоді «Devil Dog» серіалу «The Looney Tunes Show», де його знову озвучив Джим Каммінгс. У серіалі він зображений ходячим на чотирьох лапах, як справжній тасманійський диявол, а його очі червоні від крові (пізніше вони стають жовтими, коли Багз використовує трюк приборкання, якого його навчив Спіді Гонсалес). Спочатку Багз вважав Таза собакою і тримав його як домашнього улюбленця, що дуже не подобалося його сусіду по кімнаті Даффі Даку. Зрештою, Багз дізнався правду і спробував повернути його додому в Тасманію, але виявив, що Таз воліє жити з ним, і назвав його «Пучі». Таз згодом з'являється в наступних епізодах «Історія Фогхорна Легхорна», «Злодій газет» і «Багз і Даффі знаходять роботу». Пізніше Таз зіграв головну роль в «Безглуздій подорожі», де він, Сильвестр (якого Таз намагався з'їсти) і Твіті були випадково відправлені в Аляску Йосеміті Семом. Троє намагаються повернутися додому, зустрічаючи інших персонажів і уникаючи переслідувача Блака Жака Шеллака. Зрештою, вони повертаються додому, коли виявляється, що Блак був найнятий Йосеміті Семом, щоб повернути трьох від імені Багза і Бабусі.
Таз спочатку з'явився в серіалі «Wabbit», як Теодор Тасманійський, бухгалтер у Chesterfield Consultants, який намагається придушити свою жорстоку сторону. На відміну від більшості версій цього персонажа, він говорив більш зв'язно. Він також був одружений і мав дитину. Таз зрештою повернувся до свого первісного характеру і манери говорити, коли серіал був перероблений у «New Looney Tunes».
Альтернативна версія Таза з'явилася в кросовер-коміксі DC Comics/Looney Tunes 2017 року, де він був розроблений більше для всесвіту DC і зіткнувся з Чудо-жінкою в спеціальному випуску Wonder Woman/Tasmanian Devil Special. У цій історії Таз є охоронцем лабіринту на Теміскірі і боровся з Діаною, коли вона була підлітком, під час її випробувань, щоб стати воїном-амазонкою. Перш ніж Таз встиг напасти на неї, Діана грає на арфі і засинає його, а потім зрізає частину його хутра як доказ своєї перемоги. Вона повертається до Таза через роки як Чудо-жінка після того, як Кірка використовує Талісман Евритале, щоб перетворити Гіпполіту та інших амазонок на камінь. Оскільки талісман може бути зупинений лише амулетом Мінотавра, вона просить допомоги Таза, оскільки його зв'язки з іншими охоронцями допоможуть їм знайти правильний шлях. Під час подорожі Таз зізнається, що не був злий на Діану за те, що вона обдурила його, а був засмучений тим, що вона забрала музику. Вони двоє перемагають Мінотавра і Кірке, а амазонки нагороджують його великим бенкетом. У додатковій історії цього випуску (виконаній більше в стилі класичних короткометражок Looney Tunes) Діана співає Тазу історію про Троянську війну, а вона і персонажі Looney Tunes грають головних героїв, але Таз у своєму сні змінює події на свою користь.
Таз вперше з'являється в спеціальному випуску мультфільмів Looney Tunes «24-Carrot Holiday Special» про Кролика Багза, де він виступає колядником. Таз з'являється як гладіатор в епізоді «Taziator». Хоча він більше схожий на більшість зображень, насправді він говорить більш зрозумілою англійською мовою. У цих виступах його озвучує Фред Татаскіоре.
Таз з'являється у повнометражному фільмі 2021 року «Космічний джем: Нове покоління», де Татаскіоре знову виконує цю роль, а додаткові діалоги озвучує Каммінгс.
Таз з'являється в дошкільному серіалі «Бакс Банні Будівельники», де його знову озвучує Татаскіоре.
Таз з'являється у фільмі 2023 року «Таз: У пошуках бургера», де його озвучує Стів Блум. Він розмовляє зрозумілою англійською мовою і має хрипкий голос.
16 червня 2023 року було оголошено, що Таз з'явиться в короткометражному анімаційному фільмі, знятому студією Hanna-Barbera Studios Europe.
Таз з'являється в епізоді «Юні титани, вперед!» під назвою «Warner Bros. 100th Anniversary». Він є одним із гостей-персонажів Looney Tunes на святкуванні сторіччя Warner Bros., а Фред Татаскіоре знову озвучує його роль.

## Актори озвучування
- Мел Бланк (1954–1989, Looney Tunes River Ride (1991); Yosemite Sam and the Gold River Adventure! (1992); архівні записи, Bugs Bunny Goin' Hollywood (1992); архівні записи, реклама KFC Looney Tunes Mugs (1995); архівні кадри)
- Джеф Бергман (Tiny Toon Adventures, Taz-Mania (версія Sega Genesis), Taz in Escape from Mars, Chasers Anonymous,[17][18] Boomerang bumper,[19]  Looney Tunes Dash, Who Stole My Chicken[20] )[21]
- Ноель Бланк [26] Tiny Toon Adventures)[21]
- Моріс ЛаМарш (Tiny Toon Adventures)[21]
- Грег Берсон (Bugs Bunny's Birthday Ball, Discover the World with Bugs Bunny,[22] Tiny Toon Adventures, Taz-Mania (версія Super NES), The Toonite Show Starring Bugs Bunny,[23]  «Бакс Банні: Кролячий бунт»,[24][25]  «Looney Tunes B-Ball»,[26] [25]  «Warner Bros. Kids Club»[27] )[21]
- Джим Каммінгс («Taz-Mania», «Have Yourself a Looney Tunes Christmas»,[28]  «Hip-Hop Hare»,[29] «Bugs & Daffy Sing the Beatles»,[30] «Аніманіаки», «Таємниці Сильвестра і Твіті», «Супер-Качка», «Бакс і друзі співають Елвіса»,[31]  «Навчальні пригоди Багза Банні»,[32][33] «Луні Тюнз: Що там, рок?!»,[34] «Високолітаючі пригоди Твіті», «Істерія!», «Дак Доджерс, Бах, Хамдук! Різдво Луні Тюнз, Шоу Луні Тюнз, Нові Луні Тюнз, Космічний джем: Нове поеоління (додаткові репліки), MultiVersus, Луні Тюнз: Божевільний світ спорту, різні рекламні ролики, відеоігри та веб-комікси)[35][36][37]
- Кіт Скотт (Музична ревю Луні Тюнз,[38][39] The Looney Tunes Radio Show,[40] Looney Tunes Christmas Carols)[41][42]
- Ді Бредлі Бейкер (Космічний джем)[21]
- Френк Велкер (Втеча зі звалища)[43]
- Джо Аласкі (Божевільне Різдво Looney Tunes,[44]  веб-комікси Looney Tunes, Looney Tunes ClickN READ Phonics[45] )[21]
- Іан Джеймс Корлетт (Baby Looney Tunes, Baby Looney Tunes' Eggs-traordinary Adventure)
- Брендан Фрейзер (Looney Tunes: Back in Action)
- Нейл Фаннінг (Скубі-Ду 2: Монстри на волі)
- Ерік Бауза (Looney Tunes: World of Mayhem, ACME Fools, реклама Warner Bros. World Abu Dhabi)[21]
- Фред Татаскіоре (Looney Tunes Cartoons, Space Jam: A New Legacy, Bugs Bunny Builders,[46] Tiny Toons Looniversity,[47][48] Teen Titans Go!)[21][49]
- Майк Генрі (Family Guy)[50]
- Стів Блум (Taz: Quest for Burger)[51]